# Încălzirea globală

Creșterea temperaturii medii in anii 2011–2020 față de media anilor 1951–1980

Schimbarea medie globală a temperaturii observate începînd din epoca preindustrială. Principala cauză a creșterii temperaturilor globale în era industrială este activitatea umană. Factorii naturali adaugă o variabilitate relativ minoră.

Încălzirea globală este fenomenul de creștere continuă a temperaturilor medii înregistrate ale atmosferei în imediata apropiere a solului, precum și a apei oceanelor, constatată în ultimele două secole, dar mai ales în ultimele decenii. Fenomene de încălzire globală au existat dintotdeauna în istoria Pământului, ele fiind asociate cu fenomenul cosmic de maximum solar, acestea alternând cu mici glaciațiuni terestre asociate cu fenomenul de minimum solar.
Temperatura medie a aerului în apropierea suprafeței Pământului a crescut în Ultimulul secol cu 0,74 ± 0,18 °C.
Dacă fenomenul de încălzire observat este cvasi-unanim acceptat de oamenii de știință și de factorii de decizie, există diverse explicații asupra cauzelor procesului. Opinia dominantă este că încălzirea se datorează activității umane, în special prin eliberarea de dioxid de carbon în atmosferă prin arderea de combustibili fosili.
Grupul interguvernamental de experți în evoluția climei (engleză Intergovernmental Panel on Climate Change) afirmă că „cea mai mare parte a creșterii temperaturii medii în a doua jumătatea a  secolului al XX-lea se datorează probabil creșterii concentrației gazelor cu efect de seră, de proveniență antropică. Ei consideră că fenomenele naturale ca variațiile  solare și vulcanismul au avut un mic efect de încălzire până în anii 1950, dar după efectul a fost de ușoară răcire.
Teoria încălzirii globale antropice este contestată de unii politicieni, cum ar fi Václav Klaus. Există teoreticieni ai conspirației care cred că totul este doar un pretext al elitelor mondiale de a cere taxe împotriva poluării.
Încălzirea globală are presupuse efecte profunde în cele mai diferite domenii. Ea determină sau va determina ridicarea  nivelului mării, extreme climatice, topirea ghețarilor, extincția a numeroase  specii și schimbări privind sănătatea oamenilor. Împotriva efectelor încălzirii globale se duce o luptă susținută, al cărei aspect central este ratificarea de către guverne a  Protocolului de la Kyoto privind reducerea emisiei poluanților care influențează viteza încălzirii.

## Ciclurile climatice
Clima Pământului a suferit dintotdeauna modificări ciclice, cu perioade de răcire și încălzire. Modificările au diferite durate, precum și diferite amplitudini.
Se menționează următoarele tipuri de cicluri:
- Ciclul zi-noapte (ciclul circadian), în care temperaturile pot varia de la câteva grade, până la câteva zeci de grade. Acest ciclu este prea rapid pentru a fi luat în considerare în cazul schimbărilor climatice.
- Ciclul anual (anotimpuri), în care variația temperaturii și a altor parametri, (de exemplu a concentrației de dioxid de carbon) este sesizabilă pe un grafic care arată influența  industrializării.
- Ciclul  solar, cu o durată de cca. 11 ani, indică o variație periodică a temperaturilor, care poate masca încălzirea globală.
- Ciclul  glaciar, care se întinde pe durate de mii până la sute de mii de ani și determină mari variații climatice.

### Ciclul solar

Corelația dintre radiație, numărul petelor solare, erupțiile solare și radiația din banda de 10,7 cm.

Ciclul solar, este o variație a activității solare cu o durată medie de 11,2 ani, însă se cunosc cicluri solare cu durate între 8 și 15 ani. Se presupune că un ciclu solar este determinat de  câmpul său magnetic, care se inversează o dată la 11 ani, un ciclu magnetic complet durând de fapt 22 de ani. Activitatea solară este caracterizată prin numărul de pete solare, numărul de erupții solare și  radiația solară. Cel mai bun indice este considerat cel al radiației de 2,8 GHz, adică a radiației cu  lungimea de undă de 10,7 cm.

Numărul petelor solare în ultimii 400 de ani.

Nu se cunoaște prea bine influența ciclului solar asupra climei, însă lipsa petelor solare din a doua jumătate a  secolului al XVII-lea a coincis cu o perioadă foarte friguroasă, perioada minimului Maunder, numită „mica glaciațiune”, sau „mica eră glaciară.

### Ciclul glaciar

În ultimii 400 000 de ani au avut loc trei mari glaciațiuni.

Studiul climei din vechime, de exemplu din cuaternar (de acum 1,8 milioane de ani) și până astăzi se poate face pe baza carotajelor din Antarctica, cum a fost cazul stației Vostok, carotaje care pot extrage gheață de la adâncimea de 3500 m. Vechimea gheții este de câteva sute de mii de ani. Compoziția izotopică a oxigenului extras din gheață permite reconstituirea temperaturii atmosferei pe o perioadă în urmă de până la 700 000 de ani.

Corelația dintre temperatură, concentrația de dioxid de carbon și aerosoli, înregistrată la stația Vostok.

În figurile alăturate glaciațiunile au fost următoarele: glaciațiunea Mindel, care a durat între anii 650 000 – 350 000 î.Hr., glaciațiunea Riss, care a durat între anii 300 000  - 120 000 î.Hr. și glaciațiunea Würm, care a durat între anii 80 000 – 10 000 î.Hr. Tot în era cuaternară, înainte de cele trei menționate a avut loc glaciațiunea Günz, care a durat între anii 900 000 – 700 000 î.Hr.
În perioada cuaternară variațiile de temperatură n-au depășit 10 °C, iar maximele de temperatură n-au depășit niciodată +4 °C față de temperaturile actuale. În perioade mai îndepărtate variațiile de temperatură au atins 22 °C, iar maximele +8 °C. În perioada acestor maxime ghețurile au dispărut complet.
Studiului glaciațiunilor a relevat perfecta corelație între temperatură, întinderea ghețurilor și concentrația de dioxid de carbon în atmosferă.

## Evoluția climei

### Evoluția în evul mediu

Temperatura în ultimii 2000 de ani, reconstituită. Reconstituirea se bazează pe analiza inelelor de creștere al arborilor și pe grosimea ghețarilor.

Figura alăturată prezintă evoluția temperaturilor în ultimii 2000 de ani. Temperaturile figurate în grafic reprezintă mediile pe câte un interval de 10 ani. Întrucât nu există  măsurători de temperatură directe în această perioadă, temperaturile au fost reconstituite pe baza măsurării grosimii inelelor de creștere ale arborilor și a grosimii ghețarilor. Datarea inelelor arborilor se poate face pe baza determinării concentrației de carbon 14.
Variațiile climatice în evul mediu n-au fost așa de mari ca în perioadele glaciațiunilor. Totuși, în ultima mie de ani se observă o perioadă caldă regională în  secolele al X-lea și  al XI-lea, perioadă numită maximul medieval.
În continuare însă, în perioada (1550 - 1850) a urmat o răcire, mica eră glaciară, în care iernile au fost foarte reci, în special cea dintre anii 1708 - 1709.

### Evoluția în perioada actuală

Evoluția temperaturii medii globale

Conform temperaturilor reconstituite de  climatologi, ultimul deceniu din secolul al XX-lea și începutul  secolului al XXI-lea constituie cea mai caldă perioadă din ultimii 2000 de ani (vezi tabelul de mai sus). Epoca actuală este mai caldă cu câteva zecimi de grad față de maximul medieval. Evoluția temperaturilor, conform Global Historical Climate Network (română GHCN - Rețeaua pentru urmărirea climatului global), în ultimii ani este următoarea:
| Anul                        | 1991 | 1992  | 1993 | 1994 | 1995 | 1996 | 1997 | 1998 | 1999 | 2000 |
| Creșterea de temperatură °C | 0,35 | 0,12  | 0,14 | 0,24 | 0,38 | 0,30 | 0,40 | 0,57 | 0,33 | 0,33 |
| Anul                        | 2001 | 2002  | 2003 | 2004 | 2005 | 2006 | 2007 | 2008 | 2009 | 2010 |
| Creșterea de temperatură °C | 0,48 | 0, 56 | 0,55 | 0,49 | 0,62 | 0,54 | 0,57 |      |      |      |

România nu face excepție, la conferința „Măsuri de adaptare și reducere a impactului schimbărilor climatice” raportându-se creșteri ale temperaturii cu 0,5 °C în ultimul secol.
2007 a fost anul temperaturilor record. Iarna dintre 2006 - 2007 a fost cea mai caldă din ultimii 100 de ani, de când există observații meteorologice în România. Totodată, în prima lună a anului 2007, a fost depășită temperatura maximă absolută a lunii ianuarie la 24 de stații meteorologice. Tendința de încălzire s-a menținut și pe timpul verii. În luna iulie s-a înregistrat un număr record de 148 de cazuri cu temperaturi maxime zilnice egale sau mai mari de 40 °C. Comparativ, în luna iulie a anului 2004, maxima de 40 °C a fost atinsă sau depășită doar de două ori. La Calafat, în luna iulie s-a atins temperatura de 44 °C. Temperatura maximă absolută a verii s-a înregistrat în toate cele trei luni: la 53 stații în iunie, 94 stații în iulie și la 17 stații în august. Totodată, a fost atins numărul maxim lunar de zile consecutive caniculare, în care s-au înregistrat temperaturi de peste 35 °C și de nopți consecutive tropicale, cu temperaturi mai mari de 20 °C.
În general, anul 2007 este considerat un an al fenomenelor meteorologice extreme.
Și în anul 2008 în România au apărut încă de la începutul verii atenționările de caniculă.

## Cauze ale încălzirii

Ponderea diferiților factori în forcingul radiativ în 2005 relativ la situația din anul 1750.

Clima se schimbă datorită forcingului extern, în funcție de influența deplasării pe orbită în jurul Soarelui, erupțiilor vulcanice și efectului de seră. Ponderea diverselor cauze ale încălzirii este în studiu, dar consensul  oamenilor de știință  este că principala cauză este creșterea concentrației gazelor cu efect de seră datorită activităților umane din epoca industrializării. În special în ultimii 50 de ani, când se dispun de date detaliate, acest lucru este evident. 
Efectele forcingului nu sunt instantanee. Inerția termică a solului și oceanelor duce la presupunerea că starea curentă a climei nu este în echilibru cu forcingurile. Studiile pe modelele climatice indică că, chiar dacă concentrațiile gaselor cu efect de seră s-ar menține la cele ale anului 2000, clima tot s-ar mai încălzi cu 0,5 °C.

### Efectul de seră

#### Explicația fenomenului

Bilanțul energetic stabilizat al atmosferei terestre.

Efectul de seră este un fenomen natural prin care o parte a radiației  terestre în infraroșu este reținută de  atmosfera terestră. Efectul se datorează gazelor cu efect de seră care reflectă înapoi această radiație.
În figura alăturată sunt prezentate fluxurile termice în atmosferă, în regim stabilizat. Din radiația solară incidentă, de 342 W/m2 cota de 107 W/m2 este reflectată de atmosferă și sol. Restul este reținut în atmosferă sau ajunge pe sol. Din totalul de 559 W/m2 (67 + 24 + 78 + 390) din atmosferă, 235 W/m2 sunt radiați în afara atmosferei, iar restul de 324 W/m2 se reîntorc pe Pământ datorită efectului de seră. În acest fel se închide bilanțul energetic (342 = 107 + 235).
Efectul actual al existenței gazelor cu efect de seră este că temperatura medie a Pământului este cu cca. 33 °C mai mare decât ar fi în lipsa lor, adică este de cca. +15 °C în loc să fie de -18 °C. În acest sens, efectul de seră este benefic, el asigurând încălzirea suficientă a Pământului pentru a permite dezvoltarea  plantelor așa cum le cunoaștem noi azi.
Dacă concentrația gazelor cu efect de seră crește, echilibrul prezentat este perturbat, cota de 235 W/m2 se micșorează iar cea de 324 W/m2 crește, diferența de flux termic se acumulează în atmosferă, care astfel se încălzește. De aceea, termenul de „efect de seră” este folosit cel mai adesea în vorbirea curentă pentru a evidenția contribuția unor anumite gaze, emise natural sau artificial, la încălzirea atmosferei terestre prin modificarea permeabilității atmosferei la radiațiile solare reflectate de suprafața terestră. Principalul element responsabil de producerea efectului de seră sunt  vaporii de apă, cu o pondere de 36 - 70 % urmați de  dioxidul de carbon, cu o pondere de 9 - 26 %, metanul, cu o pondere de 4 - 9 % și ozonul, cu o pondere de 3 - 7 %. citat de  Alte gaze care produc efect de seră, însă cu ponderi mici, sunt protoxidul de azot hidrofluorocarburile, perfluorocarburile și fluorura de sulf.

#### Vaporii de apă

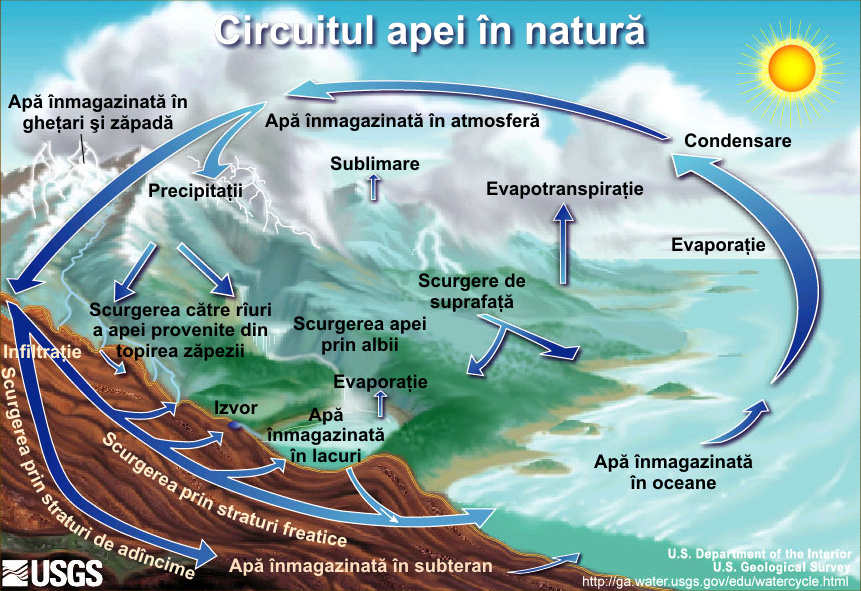
Prezentarea schematică a elementelor componente ale circuitului apei în natură.

Cantitatea de vapori de apă din atmosferă depinde exclusiv de termodinamica atmosferei. Cantitatea de vapori de apă pe care o poate conține aerul este în funcție de  presiunea de saturație, care, la rândul ei, depinde de temperatură. Presiunea de saturație a vaporilor de apă în atmosferă se poate exprima prin formule teoretice simple, sau, mai exact, prin formule semiempirice (formule ale căror constante au fost determinate pe baza observațiilor experimentale), cum sunt relațiile Wexler. Presiunea de saturație a vaporilor de apă crește repede cu temperatura, astfel că dacă la 10 °C 1 kg de aer uscat poate absorbi 7,73 g de apă, la temperatura de 30 °C poate absorbi 27,52 g.
Presiunea locală a vaporilor (practic concentrația lor locală) determină viteza  evaporării. Un vânt uscat îndepărtează vaporii de apă formați, permițând evaporarea unei noi cantități de apă, ceea ce explică efectul de uscare al vântului. La rândul său, vântul este generat de diferențele de presiune atmosferică, diferențe care apar datorită diferențelor de densitate ale aerului, densitate care depinde de temperatură. Se observă că temperatura și variațiile ei sunt responsabile de cantitatea de vapori de apă în atmosferă. Efectul de seră al vaporilor de apă este însă natural și nu există nicio posibilitate tehnică de a influența cantitatea de vapori de apă din atmosferă în afară de încercarea de a reduce temperatura. De remarcat că evaporarea este reversibilă, prin scăderea temperaturii vaporii de apă se  condensează, efect observat  toamna și  iarna, când scăderea anuală a temperaturilor determină creșterea precipitațiilor.
Din cele prezentate, deși vaporii de apă sunt principalul gaz cu efect de seră, nu cu privire la el trebuie luate măsuri în cazul încălzirii globale.

#### Dioxidul de carbon

Ciclul carbonului în natură.

Carbonul este elementul principal care asigură viața. Ca și alte  elemente chimice, el este angrenat în natură într-un circuit. Cea mai mare parte a combinațiilor sub formă gazoasă este formată din  dioxidul de carbon.
În figura alăturată sunt prezentate fluxurile de carbon între atmosferă și biosferă, hidrosferă și litosferă.

Concentrațiile de dioxid de carbon în atmosferă măsurate la Mauna Loa, în Hawaii.

Începând cu anul 1958 Roger Revelle, ajutat de Charles David Keeling au început să măsoare concentrațiile de CO2 din atmosferă. Acestea au fost măsurate Mauna Loa, în  Hawaii. Aspectul în dinți de fierăstrău al curbei se datorează anotimpurilor. Majoritatea uscatului, pe care crește  vegetația, se află în  emisfera nordică.  Primăvara și  vara vegetația asimilează CO2 necesar creșterii frunzelor, ca urmare concentrația de CO2 din atmosferă scade.  Toamna și  iarna frunzele se descompun eliberând CO2 și concentrația lui în atmosferă crește. Din grafic se vede că concentrația de CO2 a crescut de la 316 ppm în părți volumice în anul 1960 până la cca. 385 ppm în iarna anului 2007.
În luna mai 2014, Organizația Meteorologică Mondială a anunțat că media lunară a concentrației de dioxid de carbon din atmosferă a depășit pentru prima dată valoarea de 400 ppm în luna aprilie 2014, în întreaga emisferă nordică . Conform NOAA, concentrația medie lunară de CO2 în aprilie a depășit valoarea de 401,3 la stația amplasată în Mauna Loa.
Datele publicate în Greenhouse Gas Bulletin susțin că nivelul global de CO2 din atmosferă a ajuns la 393,1 ppm în 2012, cu 141% mai mult decât în epoca pre-industrială (278 ppm). În medie, concentrația de dioxid de carbon din atmosferă a crescut cu 2 ppm pe an în ultimii 10 ani, iar estimările OMM susțin că nivelul concentrației medii anuale va depășii valoarea de 400 ppm în 2015 sau 2016. 2015 este de așteptat să fie cel mai cald an din istorie.

#### Metanul
Este o altă combinație chimică sub formă gazoasă în care se găsește carbonul în atmosferă.
La cantități volumice egale, metanul produce un efect e seră mai important decât dioxidul de carbon, însă datorită concentrațiilor sale mici în atmosferă, de cca. 1,8 ppm efectul global este mai mic, cam un sfert din cel al CO2. De la începutul revoluției industriale concentrația de metan în atmosferă a crescut cu 149 %.

#### Ozonul
Ozonul din straturile superioare ale atmosferei, deși este extrem de necesar pentru viață prin faptul că reflectă radiația în  ultraviolet a Soarelui, reflectă selectiv radiația în infraroșu emisă de sol, ceea ce face ca el să producă un efect de seră. Efectul de seră global al ozonului este greu de estimat exact, ultimele rapoarte ale IPCC estimează acest efect la cca. 25 % din efectul dioxidului de carbon.

#### Alte gaze cu efect de seră
Alte gaze care produc efect de seră:
protoxidul de azot, hidrofluorocarburile, perfluorocarburile și fluorura de sulf.
- Protoxidul de azot.
- Compușii halogenați. Dintre aceștia fac parte hidrofluorocarburile (freonii - CFC, HCFC, HFC; Freon-11 = R-11 = CFC-11, Freon-12 = R-12 = CFC-12, Freon-113 = R-113 = CFC-113, Freon-22 = R-22 = HCFC-22), perfluorocarburile (PFC) și  hexafluorura de sulf (SF6). De subliniat că aceste substanțe, în afară de efectul de seră, au un efect devastator asupra stratului de ozon.

### Fenomene sinergice

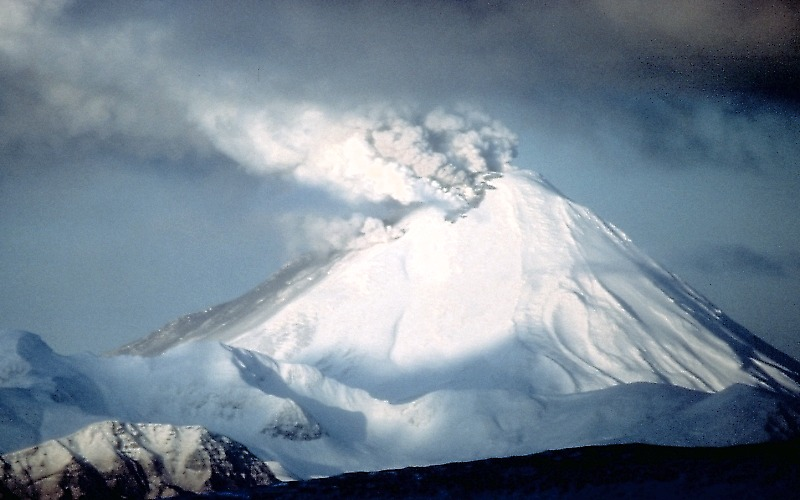
Erupție a vulcanului Kanaga din Alaska.

Vulcanismul este un factor a cărui importanță a fost subestimată până recent. Vulcanismul contribuie la încălzirea globală în două moduri:
- prin gazele cu efect de seră (în general CO2) care sunt conținute în magmă;
- prin cenușa vulcanică, și aerosolii sulfuroși care obturează radiația solară.[44]

Se consideră că efectul vulcanilor în perioada preindustrială (înainte de 1850) a fost de încălzire, dar după, efectul a fost de răcire, datorită contribuției la  întunecarea globală.

### Efectul antropic

Concentrațiile de dioxid de carbon în perioadele glaciare și în prezent.

Activitatea umană în perioada industrializării a dus la:
- Emisii de dioxid de carbon ca urmare a arderii combustibililor fosili pentru transporturi, încălzire, climatizare, producerea  curentului electric în  termocentrale și în industrie. Creșterea emisiilor de CO2 este agravată de defrișări, care se datorează tot activității omului, defrișări care reduc cantitatea de CO2 absorbită de plante.
- Emisii de metan, ca urmare a  activităților agricole, cum ar fi creșterea  vacilor și cultivarea orezului, datorită scăpărilor prin neetanșeitățile conductelor de transport și distribuție a  gazului metan precum și datorită utilizării solului.
- Emisii de N2O ca urmare a folosirii îngrășămintelor chimice și a arderii combustibililor fosili.
- Emisii de compuși halogenați datorită utilizării freonilor în  instalațiile frigorifice, în instalațiile pentru stingerea  incendiilor și ca agent de propulsie în sprayuri, precum și datorită utilizării hexafluorurii de sulf ca protecție împotriva arcurilor electrice.
- Creșterea concentrației aerosolilor, ca urmare a activităților industriale, de exemplu mineritul la suprafață.

Emisiuni ale gazelor de seră după țări, în anul 2000.

Emisiuni ale gazelor de seră, pe cap de locuitor, în anul 2000.

De la începutul revoluției industriale concentrația de dioxid de carbon a crescut cu 32 %. Aceste niveluri sunt mult mai mari decât cele măsurate în cadrul programului Ice Core, și sunt comparabile cu cele atinse acum 20 de milioane de ani.
Producerea de CO2 prin arderea combustibililor fosili, a căror ponderi în perioada 2000 - 2004 au fost:
- arderea cărbunelui: 35 %
- arderea combustibililor lichizi: 36 %
- arderea combustibililor gazoși: 20 %
- instalațiile de faclă la extragerea și prelucrarea hidrocarburilor: 1 %
- alte hidrocarburi: 1 %
- producția de ciment: 3 %
- alte surse (transport maritim și aerian necuprins în statisticile naționale): 4 %

După cum se vede din figurile alăturate, pe țări, cele mai mari emisii de CO2 le au Statele Unite ale Americii, urmate de China, Indonezia, Rusia, India și Brazilia. Emisiile de CO2 ale SUA se datorază economiei sale, mare consumatoare de petrol, iar ale Chinei și Rusiei datorită industriilor lor energetice bazate pe arderea cărbunilor.
Pe cap de locuitor, emisiile corespund practic nivelurilor industrializării.
Exemple de despăduriri făcute de om

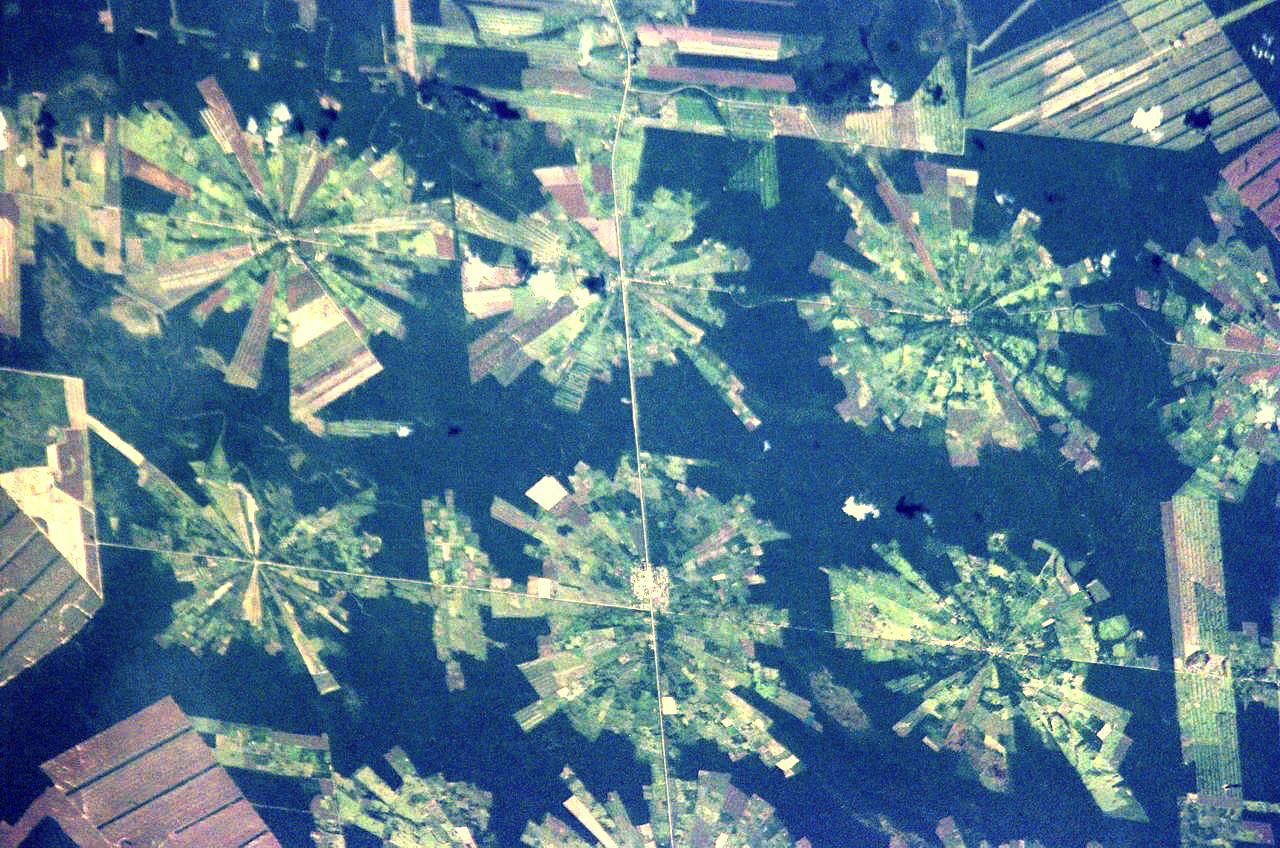
În Bolivia, imagine din satelit.
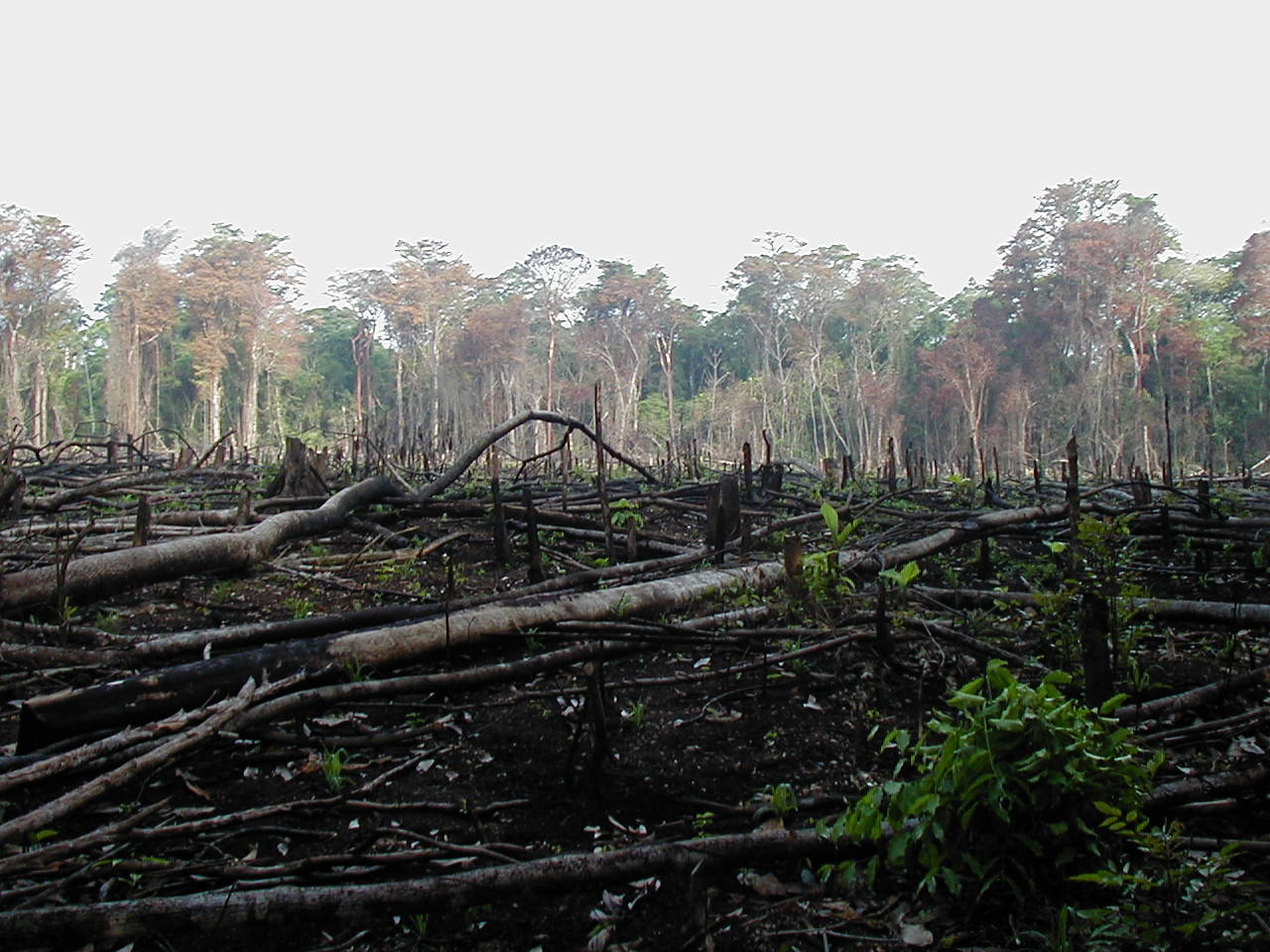
În Mexic, prin ardere.
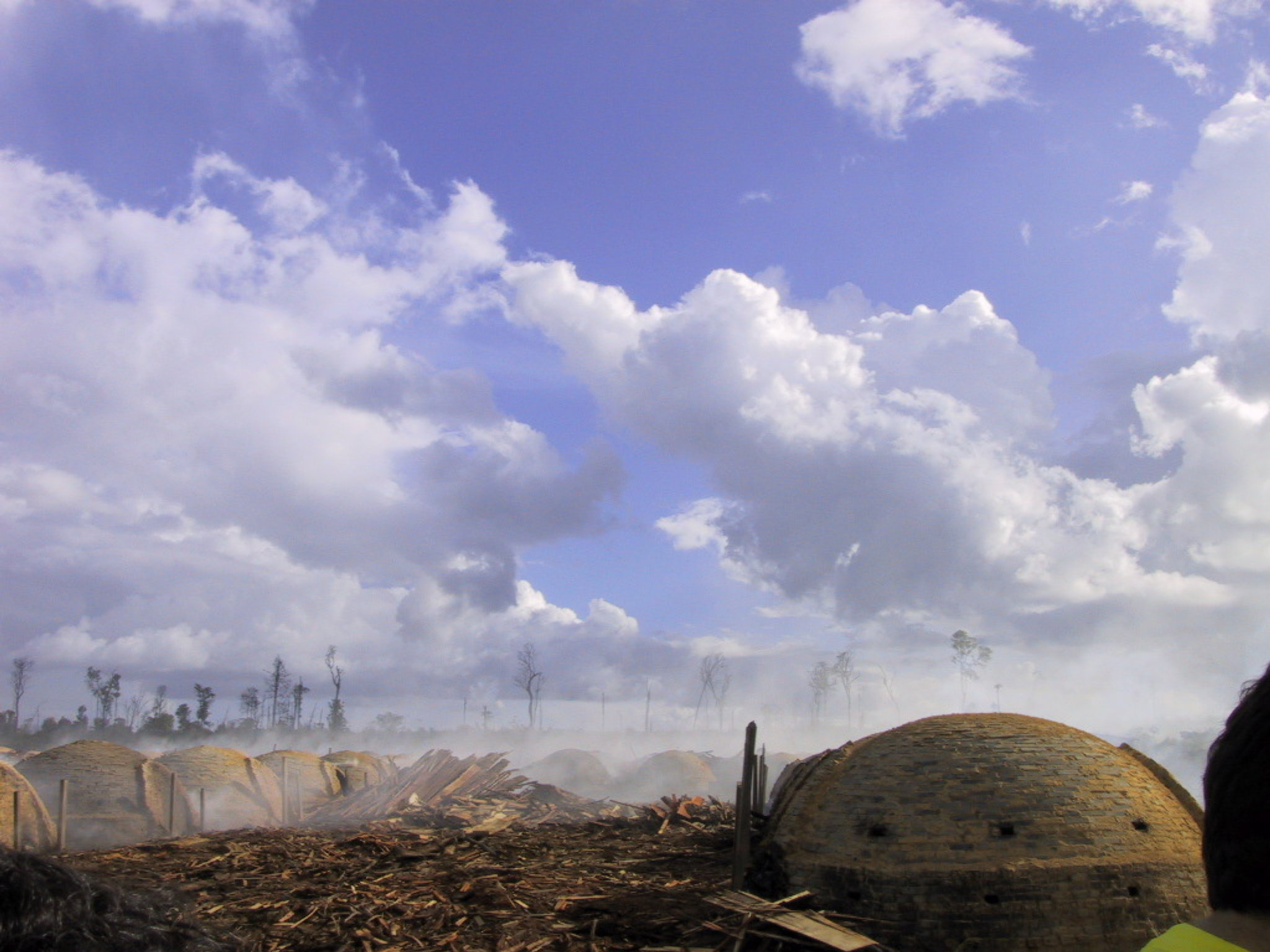
Pentru mangal, în  pădurea tropicală.
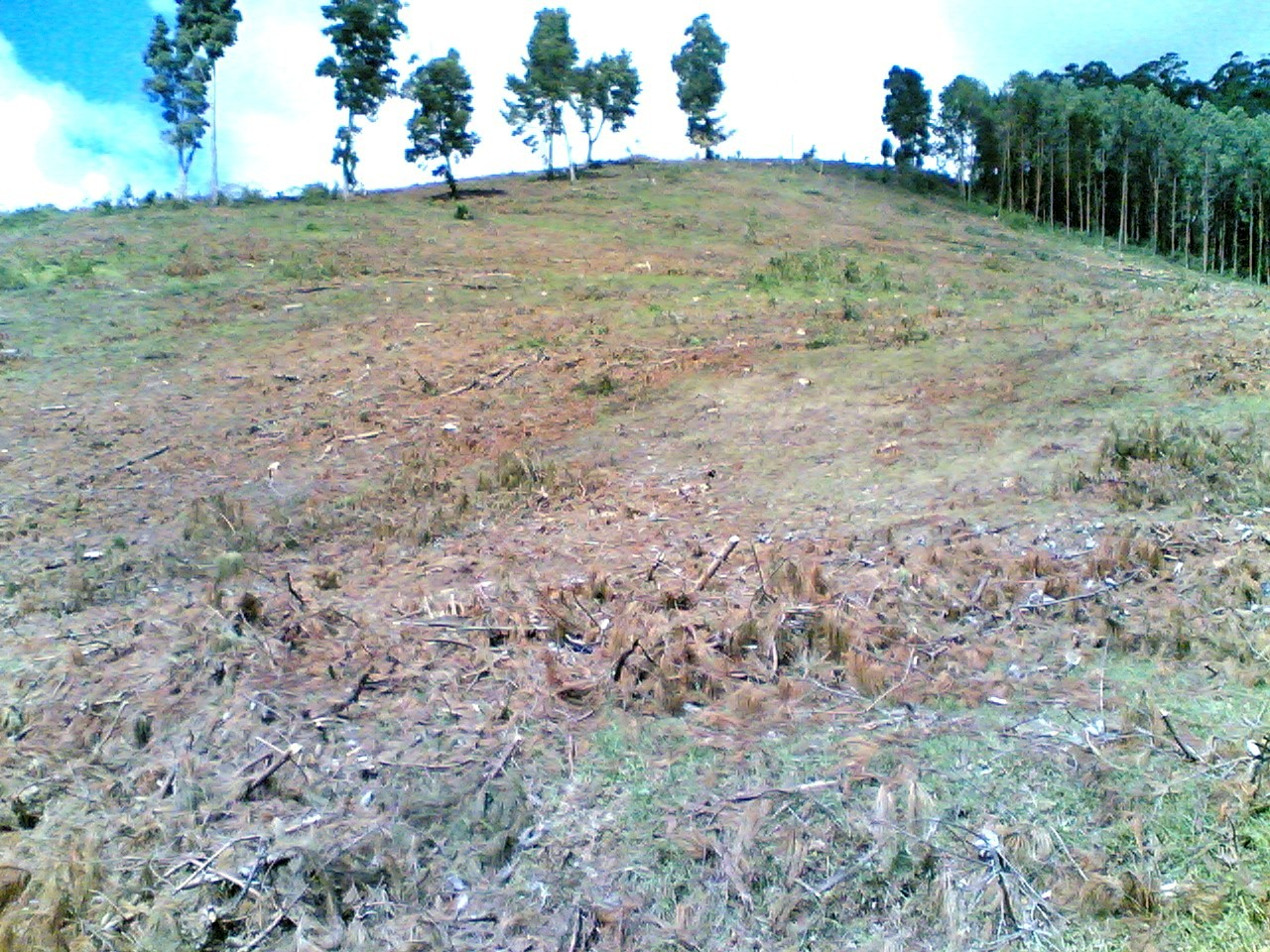
În munţii Usambara, Tanzania

## Efecte ale încălzirii

### Efecte asupra atmosferei

Creșterea umidității la Boulder, Colorado.

Efectele asupra atmosferei se manifestă prin creșterea vaporizației, a precipitațiilor și a numărului furtunilor.
După cum s-a spus mai sus, creșterea temperaturii duce la creșterea cantității de vapori de apă care poate fi conținută în atmosferă. Deși în secolul al XX-lea vaporizația s-a redus ca urmare a întunecării globale, în perioada actuală vaporizația crește datorită încălzirii  oceanelor. Pentru a se realiza echilibrul circuitului apei în natură trebuie să crească și nivelul precipitațiilor. Creșterea precipitațiilor poate duce la intensificarea  eroziunii în unele zone, de exemplu în Africa, ceea de poate duce chiar la  deșertificare, sau la favorizarea creșterii vegetației în zonele aride.

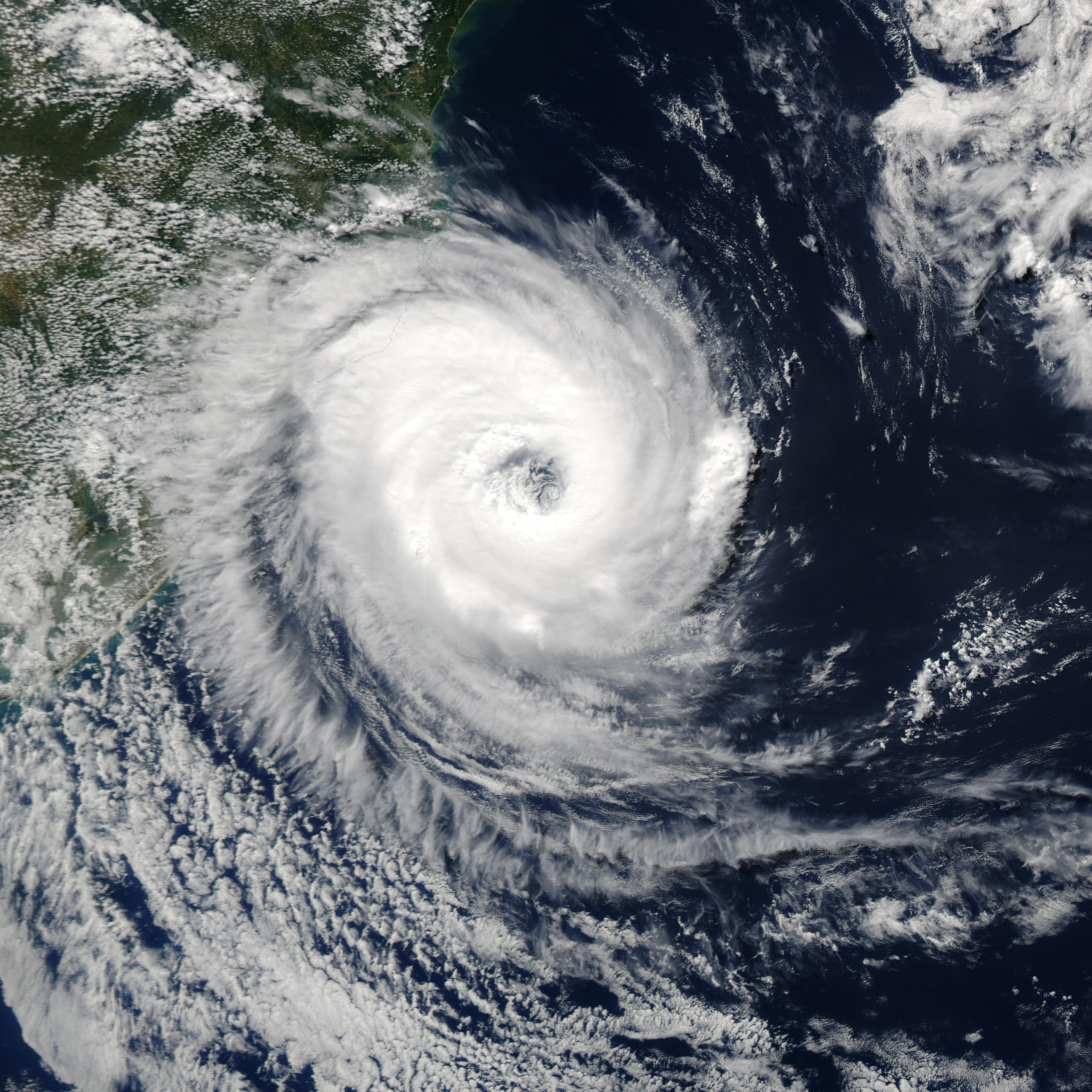
Ciclonul Catarina atingând coastele Braziliei în 2004.

Unii oameni de știință consideră că vaporizația crescută va genera furtuni. În general  uraganele apăreau doar în  Atlanticul de nord. Totuși, în 2004 a apărut primul ciclon în Atlanticul de sud, ciclonul Catarina, care a afectat Brazilia. Deși a avut o viteză a vântului de 40 m/s (144 km/h), unii dintre  meteorologii brazilieni zic că n-ar fi fost uragan. Nu există consens cum că acest uragan ar fi legat de încălzirea globală, dar unele modele climatice prevăd apariția cicloanelor în Atlanticul de sud ca urmare a încălzirii globale. Se spune că în a doua jumătate a secolului al XXI-lea va crește numărul de furtuni în zonele temperată și  arctică din emisfera nordică și în zona  antarctică, însă mecanismul furtunilor nu este limpede. Furtunile care nu sunt de origine tropicală depind de gradientul termic, care scade în emisfera nordică, deoarece regiunile polare se încălzesc mai mult decât restul emisferei.

### Efecte asupra hidrosferei
Topirea calotelor polare

Descreșterea grosimii ghețurilor arctice între anii 1982 - 2007
Animaţie completă (7 M)

Observațiile din  satelit indică o reducere treptată a suprafețelor calotelor polare. În figura alăturată se vede (în momentul opririi) cu cât au fost ghețurile mai întinse în iarna anului 1982 față de iarna anului 2007.
Vârsta medie a ghețurilor arctice a scăzut în perioada 1988 - 2005 de la 6 la 3 ani. Încălzirea climei în această regiune este de cca. 2,5 °C, (în loc de 0,7 °C în medie pe planetă), iar grosimea medie a ghețurilor a scăzut cu 40 % în perioada 1993 - 1997 față de perioada 1958 - 1976. În 2007, observațiile din satelit au relevat o accelerare a topirii banchizei arctice, cu o scădere a suprafeței sale cu 20 % în decursul unui singur an. Dacă tendința continuă, unele observatoare consideră că banchiza se va topi complet vara deja din 2013, în loc de 2030 cât se estima înainte.. Se speră că satelitul specializat CryoSat-2, care va fi lansat pe orbită în 2009 să furnizeze informații mai exacte cu privire la acest fenomen.
Și în Antarctica apar fenomene de topire. Încălzirea s-ar datora schimbării direcției vânturilor dominante, a măririi concentrației gazelor cu efect de seră și a deteriorării stratului de ozon.. Desprinderea ghețurilor de pe șelful Antarcticii a crescut în ultimul deceniu (până în 2008) cu 75 %.
Retragerea și dispariția ghețarilor, topirea zăpezilor

Evoluția grosimii ghețarilor, conform WGMS și NSIDC.

Și ghețarii tereștri suferă un proces de topire. Observații disparate indică retragerea ghețarilor începând din anul 1800. Măsurători regulate au fost făcute începând din anul 1950 de către Serviciul Mondial de Urmărire a Ghețarilor (engleză World Glacier Monitoring Service -WGMS) și de Centrul Național de Date pentru Zăpadă și Gheață (engleză National Snow and Ice Data Center - NSIDC).
Retragerea ghețarilor alpini, în special în vestul  Americii de Nord, în Groenlanda, Asia, Alpi, Indonezia, Africa (Kilimandjaro) și în America de Sud a fost folosită de IPCC în raportul său din 2001 drept probă a încălzirii globale.
Cazul particular al zăpezilor de pe Kilimandjaro, care a fost inițial controversat, a fost reevaluat în urma rapoartelor IPCC. În galeria următoare se prezintă comparativ două fotografii, prima făcută la 17 februarie 1993, iar a doua la 21 februarie 2000. Kilimandjaro a pierdut în secolul al XX-lea 82 % din ghețarii săi, care se estimează că vor dispărea complet în jurul anului 2020..

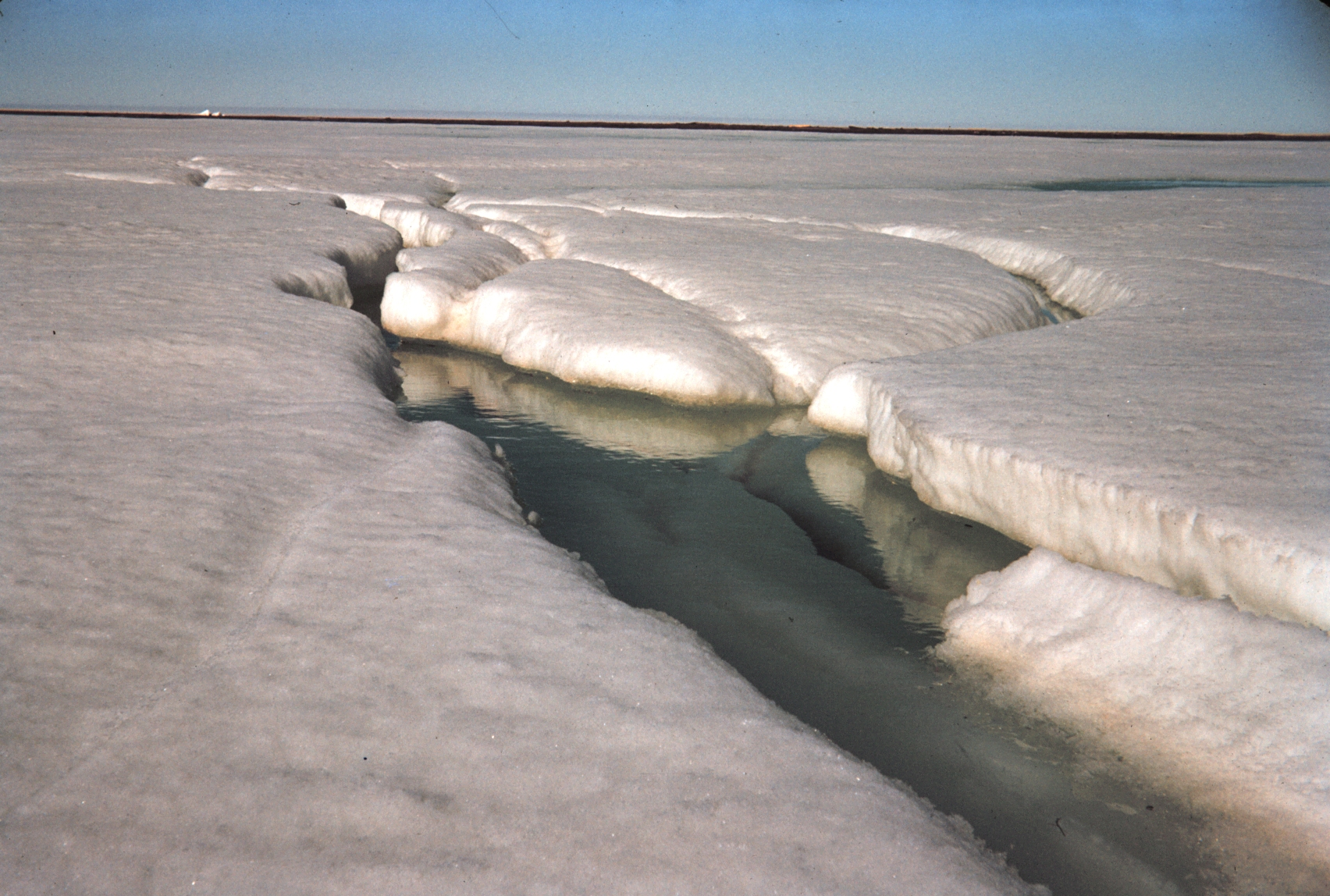
Topirea gheţurilor  arctice.
Retragerea gheţarului Helheim din Groenlanda.
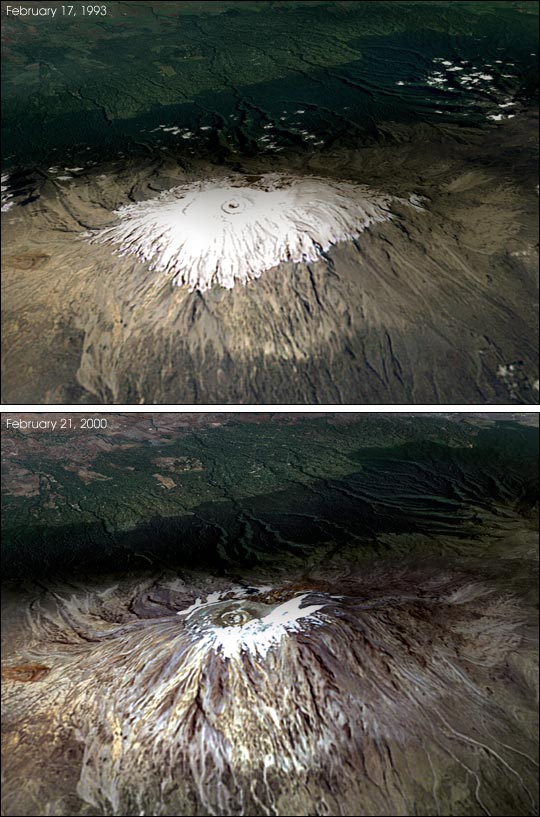
Topirea zăpezilor de pe Kilimanjaro.
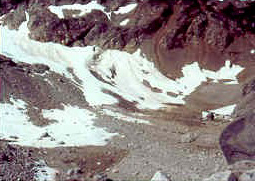
Gheţarul Lewis în 1992, astăzi complet topit.

Ridicarea nivelului mării, acidifierea oceanelor, oprirea termosifonului salin

Creșterea nivelului mării în secolul al XX-lea.

Unul din efectele încălzirii globale este creșterea nivelului mării, efect care are două cauze:
- creșterea volumului apei prin dilatare în urma încălzirii;
- adaosul de apă provenit din topirea ghețurilor din calotele polare și ghețarii tereștri.

Conform rapoartelor IPCC, în secolul al XX-lea nivelul oceanelor a crescut cu 0,1 - 0,2 m, însă efectul de creștere va mai dura mult timp. Nu se pot face previziuni exacte, deoarece rezultatele depind de modelele emisiilor gazelor cu efect de seră. În ritmul actual, se prevede o creștere a nivelulul mării de 0,18 - 0,59 m la sfârșitul secolului al XXI-lea și de 2 m la sfârșitul secolului al XXIII-lea.

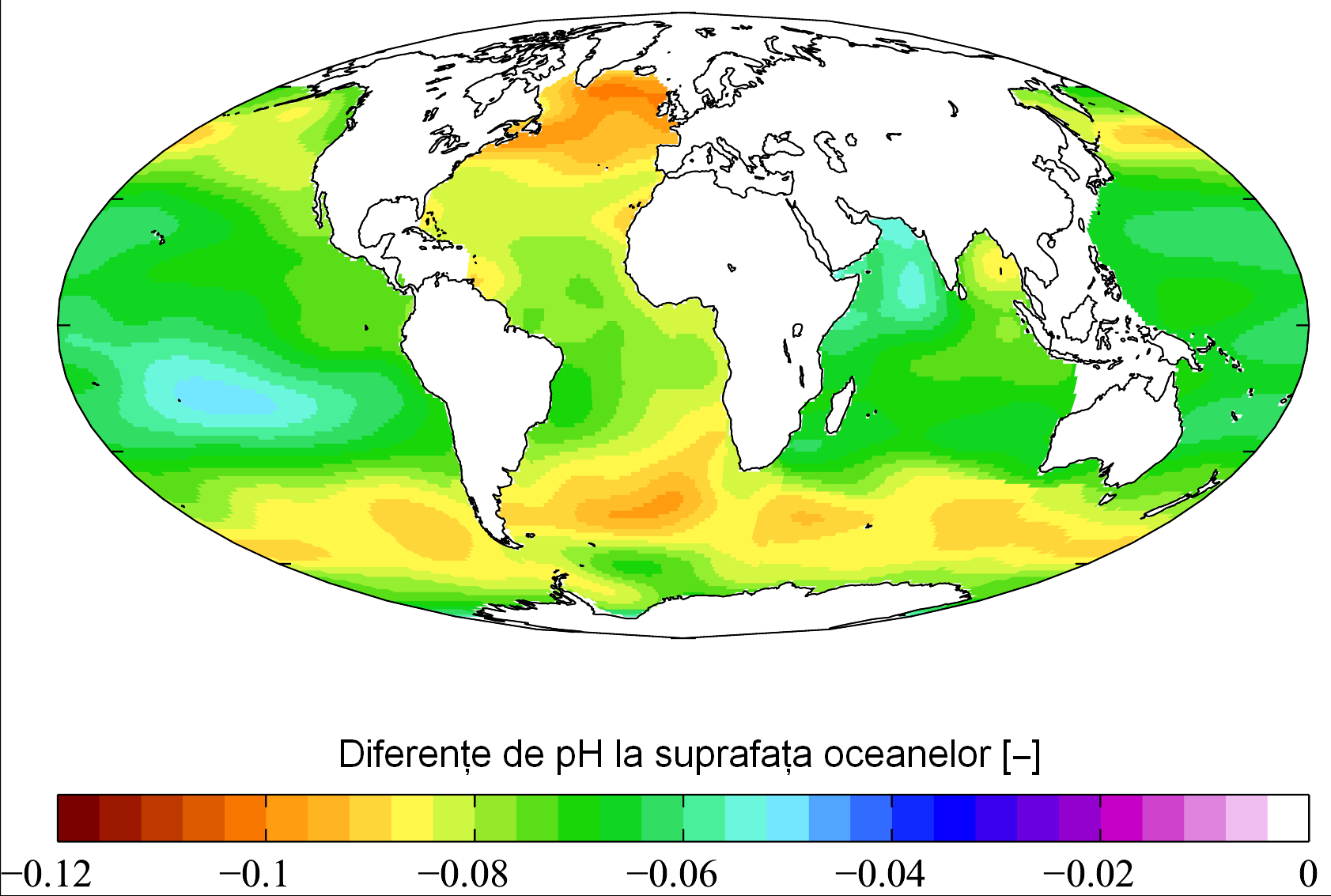
Schimbări ale pH-ului suprafeței oceanelor între 1700 - 1990.

Dizolvarea în oceane a CO2 suplimentar din atmosferă, presupus de origine antropică, a dus la scăderea pH-ului apei de la suprafața oceanelor, adică la acidifierea lor. Se estimează că între anii 1751 și 1994 pH-ul suprafeței oceanelor a scăzut de la 8,179 la 8,104  (o schimbare de -0,075)..

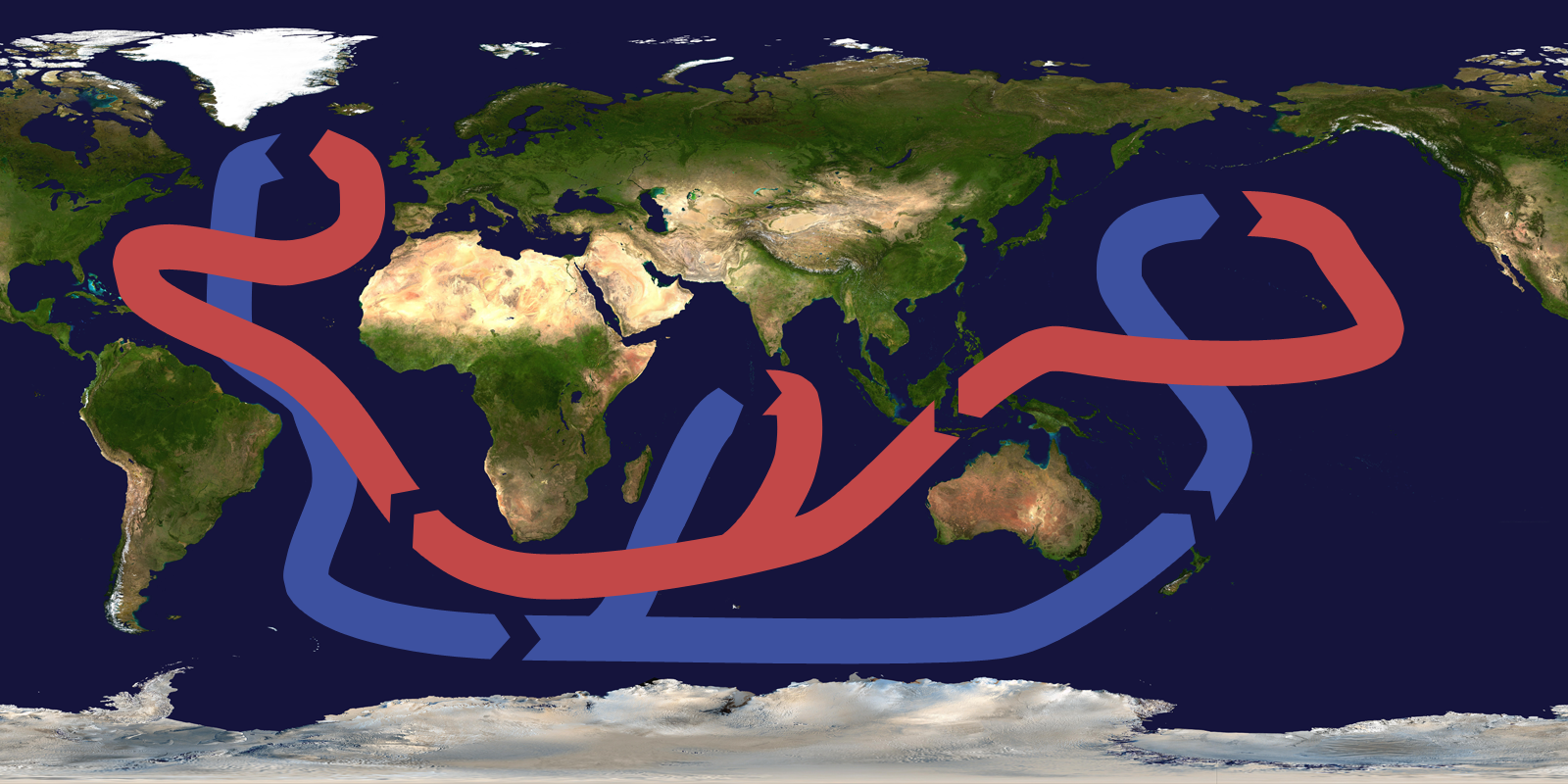
Termosifonul salin.

Termosifonul salin este un fenomen de circulație globală a apelor oceanice. El începe în nordul  Oceanului Atlantic cu mișcarea apelor sărate reci spre fund, ape care curg de-a lungul continentelor America de Nord, de Sud și Antarctica până în oceanele  Indian și  Pacific. Acolo se încălzesc și se ridică la suprafață, urmând un traseu invers, împinse și de vânturile alizee. Prin această mișcare o cantitate imensă de căldură este transportată de la ecuator spre nordul  Europei, care astfel are o climă mult mai blândă decât alte regiuni de la aceeași latitudine, de exemplu Siberia. Prin topirea ghețurilor arctice, la apele reci se adaugă o mare cantitate de apă dulce, cu densitate mai mică decât a apei sărate, ceea ce micșorează presiunea activă care determină scufundarea apelor reci. IPCC consideră că în secolul al XXI-lea circulația termosifonului salin se va încetini, iar pe termen lung este posibil chiar să se oprească definitiv.

### Efecte asupra litosferei

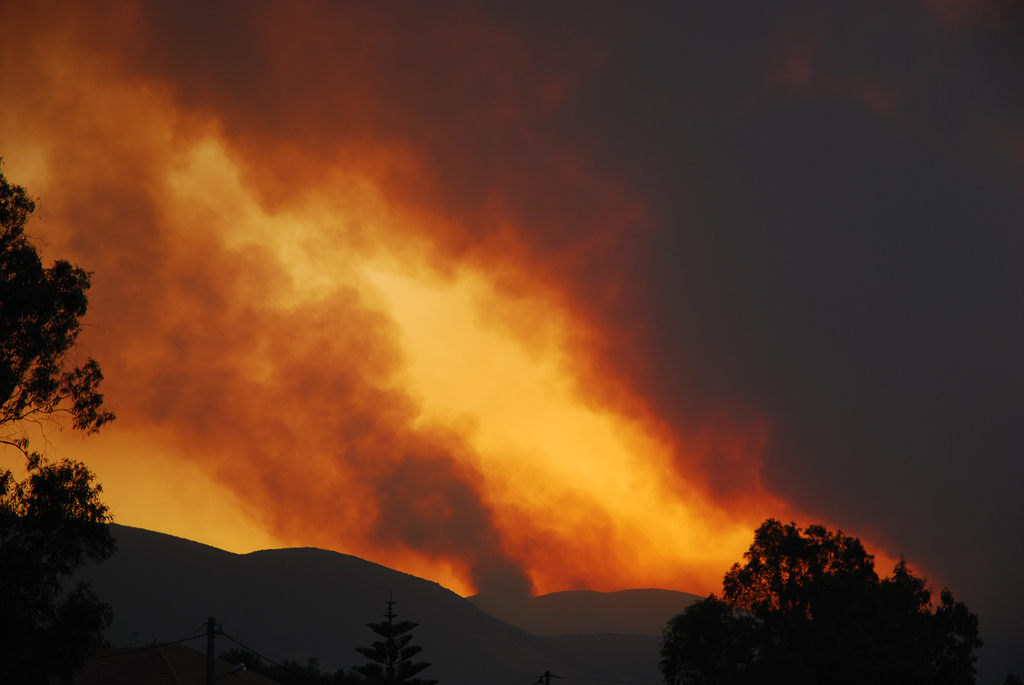
Incendiu de pădure în 25 iulie 2007 în Grecia.

Încălzirea globală determină ridicarea temperaturii  solului, ceea ce duce la uscarea lui, favorizând  incendiile de pădure. Între 20 iunie și 8 iulie 2008 în California se declanșaseră deja 18 000 de incendii, devastând 241 600 ha. În afară de perturbarea ciclului carbonului, incendiile pot duce la eroziunea solului, analog cu efectele despăduririlor. Deși prin ardere se creează un efect sinergic, totuși, prin încălzire regiuni mai nordice devin propice pentru dezvoltarea pădurilor, astfel că efectul incendiilor de pădure asupra fenomenului de încălzire globală este incert.
Un efect cert este însă eliberarea metanului prin topirea permafrostului siberian și a gheții. Se estimează că în următoarele decenii ar putea fi eliberate până la 70 de miliarde tone de metan, un gaz cu efect de seră foarte puternic.

### Efecte asupra biosferei
IPCC prezintă o serie de observații privind influența încălzirii globale asupra biosferei, observații care arată destabilizarea locală a climei și dereglarea anotimpurilor. Aceste observații nu sunt însă distribuite uniform, 96 % din ele au fost efectuate în Europa și America de Nord și doar 2,75 % în alte continente. Conform acestora, anotimpurile apar desincronizat față de prevederile  astronomice, cu un avans local de până la două săptâmâni. Acest lucru influențează de exemplu perioadele de  migrație ale  păsărilor. Un studiu asupra comportamentului sezonier al 130 de specii de animale a arătat un decalaj de cca. 3,2 zile pe deceniu, iar în unele zone, de exemplu la Torino, chiar mai mult, de 4,4 zile pe deceniu.
Fenomenul se observă și la plante. În Europa,  frunzele și  florilor apar în medie mai repede cu 2,4 - 3,1 zile, iar în America de Nord cu 1,2 - 2,0 zile pe deceniu. Momentul atingerii maximului anual al CO2 în atmosferă în emisfera nordică confirmă avansul anotimpurilor, în 1990 el fiind atins cu 7 zile mai devreme ca în 1960.

## Consecințe
Economice

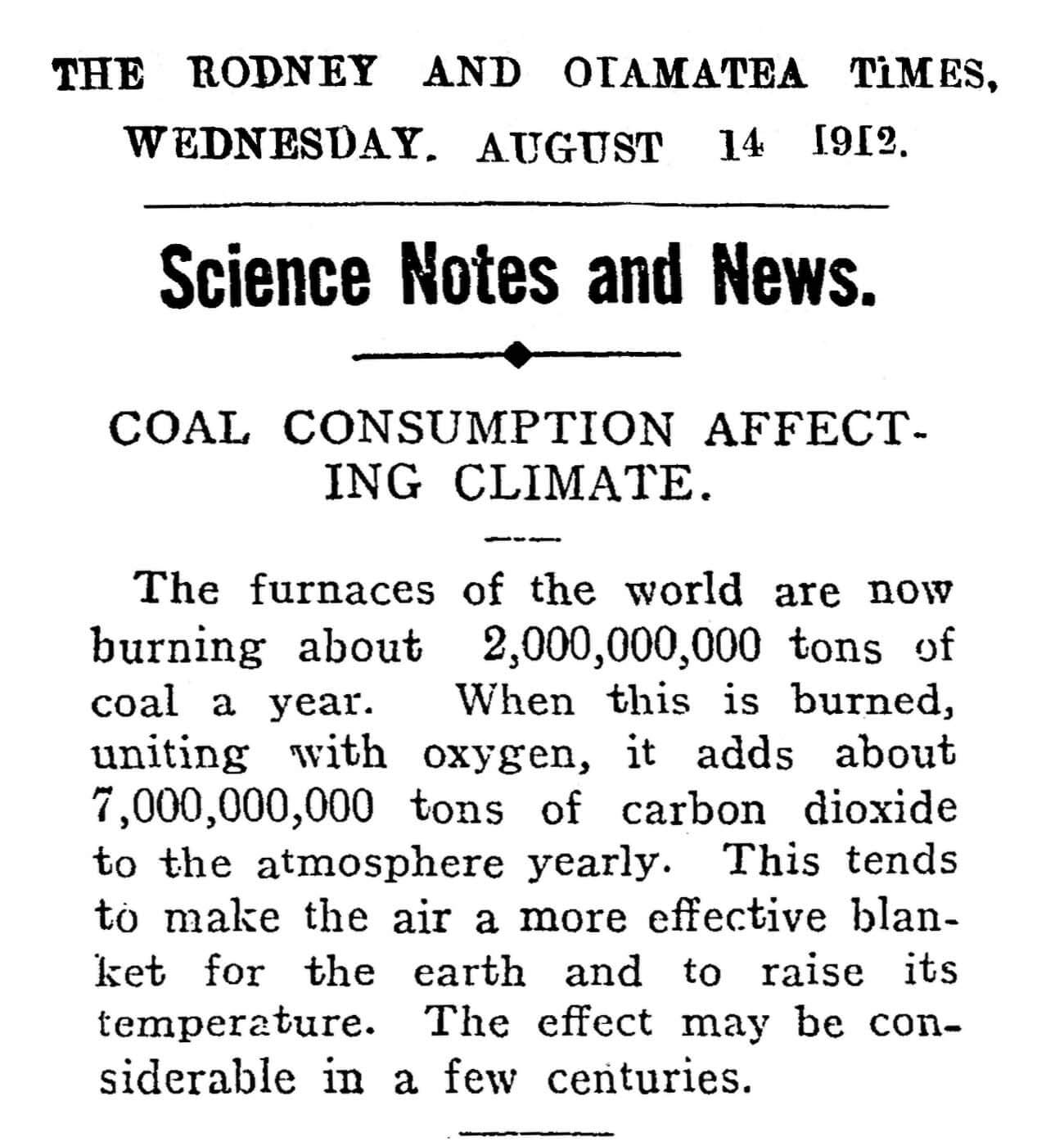
Articol de ziar din Noua Zeelandă (publicat la 14 august 1912) care descrie principiile încălzirii globale

Raportul  UE privind consecințele încălzirii globale asupra mediului de securitate atrage atenția asupra faptului că topirea ghețurilor arctice ar putea face exploatabile resurse naturale ca pescuitul, sau zăcămintele de  gaze naturale și  petrol care sunt momentan blocate sub platforma continentală înghețată. Acest lucru ar putea genera divergențe între Rusia,  Statele Unite, Canada, Norvegia și Danemarca.
Asupra agriculturii
Un timp s-a crezut că încălzirea globală are efecte benefice asupra  agriculturii datorită creșterii concentrației de CO2 asimilabil prin fotosinteză. Creșterea temperaturilor a permis cultivarea plantelor în locuri unde acest lucru nu era posibil, de exemplu cultivarea orzului în Islanda. Tot această încălzire poate determina deplasarea zonelor de pescuit spre nord.
Deși în unele locuri, de exemplu în Siberia, încălzirea este favorabilă, în altele, de exemplu în Africa, ea are efecte dramatice, deoarece contribuie la extinderea  deșertului Sahara peste Sahel.
Asigurări
Asigurările sunt direct afectate de modificările climatice. Se estimează că numărul catastrofelor naturale s-a triplat față de anii 1960, iar din acestea, 35 - 40 % se datorează încălzirii globale.
Transport
Drumurile,  pistele de aterizare,  căile ferate,  conductele pot fi afectate de variațiile de temperatură mai mari, pot avea o durată de serviciu mai mică și pot necesita întreținere sporită. De exemplu, topirea permafrostului poate afecta aeroporturile.
Inundații
Ridicarea nivelului mării duce la acutizarea problemelor inundațiilor, în special a zonelor foarte joase, cum sunt cele din Olanda, Bangladesh și la Veneția. În zonele inundabile trăiesc adesea comunități foarte sărace, deoarece este singurul teren fertil la care au acces. Sărăcia face să nu poată plăti asigurări, ceea ce face să nu-și poată compensa pierderile în caz de dezastre naturale.
Trecerea de nord-vest
Topirea ghețurilor arctice în perioada de vară poate deschide trecerea de nord-vest, care în 2007 s-a deschis navigației în mod natural pentru prima oară în istorie. Acest lucru scurtează cu cca. 5000 de  mile marine (9000 km) rutele navelor între Europa și Asia, în special a petrolierelor care nu pot trece prin Canalul Panama.
Sănătate
Creșterea temperaturilor mărește riscul afecțiunilor cardiovasculare și mărește concentrațiile de ozon troposferic, care este un  poluant care poate produce astm bronșic. Organizația Mondială a Sănătății (OMS) apreciază că procesul de încălzire globală este vinovat de moartea anuală a 150 000 de persoane și îmbolnăvirea altor 5 milioane din cauza valurilor de căldură sau a diferitelor calamități naturale declanșate de acest proces.
În România, în iunie 2008 canicula a determinat 187 de cazuri care au necesitat ajutor medical, din care 139 în București.
Apărare
Implicațiile încălzirii globale din punct de vedere militar au fost examinate de Consiliul Consultativ Militar (engleză Military Advisory Board), un grup de generali în retragere ai SUA, care au relevat câteva aspecte:
- Acutizarea conflictelor în zonele afectate de dezastre provocate de schimbările climatice;
- Migrarea populațiilor din zonele afectate de dezastre;
- Probleme privind dependența energetică.

## Lupta împotriva încălzirii globale

### Modele climatice, previziuni

Previziuni privind încălzirea globală făcute înainte de 2001 de diverse modele climatice.

Pentru a se putea analiza măsurile care se impun pentru combaterea încălzirii globale este nevoie de evaluarea atât a evoluției climei în viitorul imediat și mai îndepărtat, cât și a efectului măsurilor propuse. În acest scop au fost elaborate diverse modele climatice, cu care, folosind  calculatoare puternice se obțin previziunile. Aceste modele inițial simulau doar modificările de temperatură și deplasările maselor de aer atmosferic și de apă ale oceanelor, fenomene tratate cu mijloacele CFD. Ulterior modelele au fost dezvoltate, încluzând efectul de seră (inclusiv ciclul carbonului și efectul antropic), efectul aerosolilor, al norilor, al utilizării solului, al oceanelor și al forcingului radiativ. Aceste modele sunt acceptate de comunitatea științifică și pot simula înclusiv variații climatice sezoniere, fenomenul El Niño, variația nivelului apei în nordul oceanului Atlantic, sau chiar evoluția temperaturilor în întregul secol al XX-lea.
Previziunile au fost elaborate de CCSR,
NIES,
CCCma,
CSIRO,
Hadley Centre,
GFDL,
MPIM, și
NCAR
pe baza scenariilor SRES A2 privind emisiile, în ipoteza că nu se ia nicio măsură pentru reducerea emisiilor.

Distribuția geografică a încălzirii în secolul al XXI-lea, bazată pe modelul climatic HadCM3.

Harta alăturată privind distribuția temperaturilor a fost elaborată folosind modelul HadCM3 (Hadley Centre Coupled Model, version 3) și presupune scenariile actuale privind creșterea economică și a emisiilor de gaze de seră. În figură, încălzirea medie globală corespunde la cca. 3,0 °C.
Desigur, modelele prezintă încă un oarecare grad de incertitudine, datorat în cea mai mare parte modelării fenomenelor care se petrec la scară mică, cum ar fi modelarea norilor, a celulelor de furtună și a circulației de aer locale, datorită reliefului local. În plus, posibilitățile modelelor sunt limitate de capacitatea de calcul a  calculatoarelor actuale. Cu toate astea, IPCC consideră modelele climatice drept instrumente pertinente pentru obținerea previziunilor privind evoluția climei. Aceste modele estimează că clima globală se va încălzi cu 1,1 - 6,4 °C în cursul secolului al XXI-lea. Estimările variază din cauza faptului că nu poate fi prevăzută evoluția emisiilor de gaze care cauzează efectul de seră.

### Dezbateri social-politice
Unul dintre primele articole care au semnalat încălzirea globală a fost The Discovery of the Risk of Global Warming Tema a fost reluată pe larg în diferite cărți 
În decembrie 1997 160 de țări au participat la Kyoto la negocieri privind emisiile de gaze de seră, negocieri finalizate prin Protocolul de la Kyoto. Prin acest protocol țările industrializate se obligă ca în perioada 2008 - 2012 să reducă emisiile poluante cu 5,2 % în comparație cu emisiile din 1990. La negocieri n-au participat SUA și Australia, responsabile de cca. 30 % din emisii. Recent Australia a ratificat protocolul, SUA rămânând singura țară industrializată care nu l-a ratificat.
Actual, în scopul dezbaterii problemei încălzirii globale se organizează anual Conferința Națiunilor Unite privind Schimbările Climatice, ajunsă în 2007 la cea de a 13-a ediție. Ultimele conferințe au avut loc la Montreal (2005), Nairobi (2006) și Bali (2007). La ultima s-au discutat probleme ca: reducerea despăduririlor, dezvoltarea, adoptarea și transferul de noi  tehnologii, examinarea raportului IPCC, ghidul de implementare al articolului 6 al Protocolului de la Kyoto, cele mai bune practici privind folosirea solului etc.
Al Gore, fost vicepreședinte al SUA în timpul președinției lui Bill Clinton, în cartea sa, An Inconvenient Truth (Un adevăr incomod) prezintă zece prejudecăți care circulă cu privire la încălzirea globală:
1. „Nu există un răspuns comun al oamenilor de știință la întrebarea dacă oamenii sunt cei care cauzează schimbările climatice.”
2. „Multe lucruri pot afecta climatul - așa că nu are niciun sens să ne facem prea multe probleme în legătură cu CO2.”
3. „Variațiunile climatice în timp sunt normale, așa că schimbările pe care le observăm acum fac parte dintr-un ciclu natural.”
4. „Gaura din stratul de ozon provoacă încălzirea globală.”
5. „Nu putem face nimic în legătură cu criza mediului. Este deja prea târziu.”
6. „Straturile de gheață din Antarctica își sporesc dimensiunile, așa că, pesemne nu este ad4evărat că încălzirea globală face ghețarii și banchizele să se topească.”
7. „Avertismentele oamenilor de știință provin numai din faptul că orașele rețin căldura și nu au nimic de-a face cu gazele de seră.”
8. „Încălzirea globală este ceva bun, pentru că ne va scăpa de iernile reci și va face ca plantele să crească mai repede.”
9. „Încălzirea globală este rezultatul prăbușirii unui meteorit în Siberia la începutul secolului al XX-lea.”
10. „Temperaturile nu cresc peste tot, așa că încălzirea globală este un mit.”

După această carte s-a turnat un film cu același nume, în care Al Gore prezintă materialele din carte, film care a obținut Premiul Oscar pe 2007 pentru cel mai bun film documentar.
Alte filme pe aceeași temă:
- The Day After Tomorrow (2004) - prezintă un scenariu tematic catastrofal.
- Live Earth (2007) - serial TV care prezintă previziuni climatice făcute pe un suprcomputer.
- The Great Global Warming Swindle (2007) - în care este prezentată poziția opusă IPCC a câtorva savanți.[122]

Alte activități care atrag atenția asupra problemei:
- Concertele Live Earth.

### Măsuri
In cadrul UE se discută despre limitarea încălzirii globale, care prevede măsuri pentru limitarea încălzirii globale la 2 °C, în contrast cu adaptarea la încălzirea globală, care prevede măsuri pentru reducerea efectelor încălzirii globale.
Limitarea încălzirii globale se reduce practic la limitarea concentrațiilor de CO2 la 400 - 500 ppm în volum. Valorile în ianuarie 2007 sunt de 383 ppm și cresc anual cu 2 ppm. Pentru a evita foarte probabila depășire a celor 2 °C ar trebui ca nivelele de CO2 să fie stabilizate imediat, ceea ce nu se întrezărește prin prisma programelor actuale. Calea propusă este reducerea emisiilor de gaze cu efect de seră prin reducerea consumurilor energetice și utilizarea energiei din surse regenerabile.

#### Economia de energie
Una dintre cele mai bune acțiuni pentru reducerea încălzirii globale este reducerea consumului de energie prin:
- Adoptarea de tehnologii moderne, care nu sunt energointensive. Acest lucru este valabil în special pentru România, a cărei industrie se bazează pe tehnologii vechi. Consumul specific de energie primară pe unitatea de venit național este în România de circa două ori mai mare decât media din Uniunea Europeană.[125]
- Reducerea consumului energetic prin reducerea iluminatului artificial. Pentru popularizare, în 2007 Sydney a avut inițiativa stingerii luminilor timp de o oră, inițiativă la care au participat 2,2 milioane de case și agenți economici.[126] În 29 martie 2008 la inițiativă au aderat încă 23 de orașe mari din lume[127] și au participat 50 de milioane de oameni,[126] iar în 2009 „ora Pământului” a fost în 28 martie, orele 20:30 - 21:30, ținta fiind un miliard de becuri stinse.[128]
- Eficientizarea transportului prin folosirea hidrogenului drept combustibil în locul  hidrocarburilor, prin folosirea biodieselului drept combustibil regenerabil și prin înlocuirea transportului cu  camioanele cu cel pe  calea ferată.[129][130]

Prin reducerea consumului de energie scade sarcina termocentralelor. Proporțional scade cantitatea de combustibil consumată, deci emisiile de CO2 în atmosferă. Producția de CO2 în România depășește pe cea a  Regatului Unit datorită tehnologiilor ineficiente.

#### Energiile alternative
În scopul reducerii emisiilor de CO2 se recomandă utilizarea energiilor care nu se bazează pe tehnologia de ardere, cum sunt  energia solară,  energie hidraulică și  energia eoliană.  Captarea energiei solare este dificilă, actual recomandările sunt ca ea să fie captată sub formă de biomasă. Energia hidraulică exploatabilă actual este limitată și nu poate satisface cererea, însă ea joacă un rol cheie în acoperirea vârfurilor de sarcină. Energia eoliană este disponibilă doar în anumite zone, iar randamentul captării sale este scăzut.

#### Biomasa
Arderea  biomasei s-a practicat din cele mai vechi timpuri, oamenii folosind drept combustibil lemnul. Din punct de vedere al  ciclului carbonului arderea plantelor este ecologică. Deși prin arderea lor carbonul coținut în ele este eliberat în atmosferă sub formă de CO2, acest carbon provine chiar din CO2 din atmosferă, captat în procesul de fotosinteză. Deci arderea plantelor este un proces de reciclare a carbonului, spre deosebire de arderea combustibililor fosili, care introduce în atmosferă noi cantități de CO2. Totuși arderea lemnului nu este o soluție bună, deoarece ritmul de regenerare al copacilor este mic, regenerarea lemnului durând cca. 30 de ani. O soluție alternativă este arderea porumbului, care în cultură se reface anual. În acest caz culturile de porumb joacă rolul unui imens captator solar, ecologic. Pentru asigurarea necesităților energetice este nevoie de cultivarea cu porumb destinat arderii a cca. 15 % din suprafața agricolă. Opțiunea este sprijinită de American Corn Growers Assocication (AGCA - română Asociația Cultivatorilor de Porumb Americani) și National Corn Growers Assocication (NGCA - română Asociația Națională a Cultivatorilor de Porumb). Arderea se poate face atât în  termocentrale, care însă trebuie echipate cu instalații de ardere adaptate acestui tip de combustibil, cât și în instalații de încălzire individuale care ard boabe de porumb în loc de peleți, instalații care se găsesc în comerț.
Altă cale este fermentarea porumbului în vederea producției de etanol, însă aceasta este considerată o cale mai puțin eficientă.
Tot drept culturi energetice pot fi considerate culturile de floarea soarelui, soia și în special rapiță, uleiul rezultat (biodiesel) putând înlocui relativ simplu combustibilul pentru  motoarele diesel ale autovehiculelor.

#### Energia nucleară
Deși în urma  accidentului de la Cernobîl energetica nucleară a intrat într-un con de umbră, recent, prin prisma reducerii emisiilor de CO2, este reluată fezabilitatea acestei soluții.

## Articole pe teme de glaciologie
- Aisberg
- Alpii înalți
- Antarctica
- Arctica
- Ablație (fenomen)
- Balanța masei unui ghețar
- Banchiză
- Calotă glaciară
- Calotă polară
- Circ glaciar
- Climatul calotelor polare
- Criosferă
- Gheață
- Ghețar
- Glaciologie
- Încălzirea globală
- Înzăpezire
- Lac glaciar
- Linia arborilor
- Linia înghețului
- Linia de îngheț (astrofizică)
- Listă de țări în care ninge
- Morenă
- Nivologie
- Sculptura în gheață
- Spărgător de gheață
- Zăpadă
- Zonă de ablație
- Zonă de acumulare